# 245 г. пр.н.е.
245 (двеста четиридесет и пета) година преди новата ера (пр.н.е.) е година от доюлианския (Помпилийски) римски календар.

## Събития

### В Римската република
- Консули са Марк Фабий Бутеон и Гай Атилий Булб.
- Първата пуническа война продължава с нерешителни военни действия в Сицилия.[1]

### В Гърция
- Арат Сикионски е избран за стратег на Ахейския съюз.[2]
- Етолийците побеждават беотийците при Херонея.[2]
- Македонският цар Антигон II Гонат си връща контрола над Коринт. По негова инициатива в Делос започват да се провеждат фестивалите Paneia и Soteria.[2]

### В Азия
- Селевк II Калиник е признат за владетел във Вавилон.[2]
- Военни акции на Птолемейски Египет по южните и западни брегове на Мала Азия (245 – 241 г. пр.н.е.).[2]

## Починали
- Арат от Соли, гръцки дидактичен поет (роден 310 г. пр.н.е.)
- Александър от Коринт, македонски военачалник